# Anormogomphus
Anormogomphus is een geslacht van libellen (Odonata) uit de familie van de rombouten (Gomphidae).

## Soorten
Anormogomphus omvat 3 soorten:
- Anormogomphus exilocorpus Yousuf & Yunus, 1977
- Anormogomphus heteropterus Selys, 1854
- Anormogomphus kiritschenkoi Bartenev, 1913